# 高金荣
高金荣（1935年4月20日—），女，北京人，中国舞蹈家、教育家，一级编导，敦煌舞创始人。现任西北民族大学舞蹈学院教授，甘肃省艺术学校名誉校长。

## 生平
1935年4月生于北平市打磨厂街。1952年毕业于中央戏剧学院崔承喜舞蹈研究班，自愿赴中国西北地区工作。曾任宁夏文工团演员，甘肃省歌舞团舞蹈演员、编导、教员、编导组副组长，兰州艺术学校形体教师，甘肃省艺术学校副校长、校长等职。曾任甘肃省舞蹈协会主席（1980年－2000年）、甘肃省文联委员；中国舞蹈家协会第四、五届理事，第六届常务理事；甘肃省第五、六届政协委员，甘肃省第八届人大常委会委员（1993年－1998年），第九届全国人大代表（1998年－2003年）。
1979年开始从事敦煌壁画舞姿研究，1980年首创并编制完成《敦煌舞基础训练教材》，同年在甘肃省艺术学校敦煌舞班招收了第一届学生，奠定了中国古典舞敦煌流派的基础。1986年，带领敦煌舞班的首届学生赴北京演出。
2010年1月，获中共甘肃省委、省政府授予的“文艺终身成就奖”；同年2月，获甘肃省“三八红旗手标兵”称号；同年9月，获甘肃省妇联授予的“甘肃省杰出女性”荣誉称号。

## 出版物
- 高金荣. . 敦煌文艺术出版社. 1993年.
- 高金荣. . 甘肃人民出版社. 2000年. ISBN 7226021897.
- 高金荣. . 上海音乐出版社. 2002年.

## 延伸阅读
- 高金荣－甘肃省舞蹈家协会 （页面存档备份，存于）
- 赵乔; 胡晓丽. . 中央民族大学出版社. 2017年11月. ISBN 9787566013385.